# 1680
Évszázadok: 16. század – 17. század – 18. század
Évtizedek: 1630-as évek – 1640-es évek – 1650-es évek – 1660-as évek – 1670-es évek – 1680-as évek – 1690-es évek – 1700-as évek – 1710-es évek – 1720-as évek – 1730-as évek
Évek: 1675 – 1676 – 1677 – 1678 –  1679 – 1680 – 1681 – 1682 – 1683 – 1684 – 1685

## Események

### Határozott dátumú események
- január 8. – A szoboszlói gyűlés Thököly Imrét választja fővezérnek.
- május – A Krakatau kitörése.
- július 8. – Az első dokumentált tornádó Amerikában.
- augusztus 15. – Thököly elfoglalja Késmárkot.
- augusztus 21. – A pueblo indiánok elfoglalják Santa Fét a spanyoloktól.
- szeptember 1. – III. János György kerül a szász választófejedelmi székbe.[1]
- november 14. – Az 1680-as Nagy Üstökös első észlelése.
- november 15. – Thököly Jolsván fegyverszünetet köt az osztrákokkal.

### Határozatlan dátumú események
- Moldvából mintegy 1000–2000 örmény kereskedő és kézműves vándorol Erdélybe.[2]
- Elkészül Bornemisza Anna (németből fordíttatott) szakácskönyve.[3]

## Születések
- május 3. – I. Miklós moldvai fejedelem († 1730)
- december 13. – Habsburg Mária Erzsébet osztrák főhercegnő, magyar és cseh királyi hercegnő, Osztrák Németalföld császári helytartója († 1741)

## Halálozások
- október 16. – Raimondo Montecuccoli olasz gróf, császári fővezér (* 1609)
- november 5. – Baróti Fr. Miklós magyar ferences rendi szerzetes (*?)
- november 28. – Giovanni Lorenzo Bernini olasz szobrász és festő (* 1598)
- június 14. - Báthory Zsófia II. Rákóczi György felesége, fejedelemasszony